# La Thorillière (Schauspieler, 1659)
Pierre Le Noir (* 3. September 1659 in Paris; † 18. September 1731 ebenda), bekannt als La Thorillière, war ein französischer Schauspieler.

## Biographie
Pierre Le Noir wurde als Sohn des Schauspielers La Thorillière (1626–1680) geboren. Nach dem Tod des Vaters im Jahr 1680 nahm er dessen Künstlernamen an.
Schon als 12-Jähriger übernahm er bei der Troupe Molière die Rolle eines Amors in Molières Psyché. Seine ersten richtigen Rollen spielte er aber in der Provinz. 1684 debütierte er in der Comédie-Française, spielte aber bis zum Tod Jean Racines lediglich Nebenrollen. Erst danach konnte er sein ganzes Können in Mantel- und Degenstücken, als Kammerdiener, unbekannter Maler oder Betrunkener zeigen.
Pierre Le Noir heiratete 1885 die Tochter eines Komödianten, Catherine Biancoletti. Aus dieser Verbindung gingen vier Kinder hervor. Der Sohn Anne Maurice und die drei Töchter Marie-Madeleine, Marie-Luise und Thérèse.
Pierre Le Noir war lange der Doyen der Comédie-Française und er spielte 1728, 69-jährig, seine letzte Rolle.

## Rollen (Auswahl)
- Jean-François Regnard: Le Joueur, den Hector
- Jean-François Regnard: Le Distrait den Carlin
- Jean-François Regnard: Démocrite amoureux, den Strabon
- Michel Baron: L’Andrienne, den Dave
- Alexandre Pieyre: L’école des pères, den Pasquin